# Braxentjärnen, Gästrikland
Braxentjärnen är en sjö i Gävle kommun och Sandvikens kommun i Gästrikland och ingår i Gavleåns huvudavrinningsområde. Sjön har en area på 0,208 kvadratkilometer och ligger 71 meter över havet.

## Delavrinningsområde
Braxentjärnen ingår i det delavrinningsområde (673936-155726) som SMHI kallar för Mynnar i Öjaren. Medelhöjden är 75 meter över havet och ytan är 3,01 kvadratkilometer. Räknas de 2 avrinningsområdena uppströms in blir den ackumulerade arean 28,49 kvadratkilometer. Hällsjöbäcken som avvattnar avrinningsområdet har biflödesordning 3, vilket innebär att vattnet flödar genom totalt 3 vattendrag innan det når havet efter 52 kilometer. Avrinningsområdet består mestadels av skog (91 procent). Avrinningsområdet har 0,21 kvadratkilometer vattenytor vilket ger det en sjöprocent på 6,8 procent.